# Кавказско-нижневолжский генетический градиент
Кавказско-нижневолжский генетический градиент (англ. Caucasus-Lower-Volga Cline, CLV) — зона контакта популяций кавказских неолитических земледельцев и мобильных скотоводов бережновской группы в 5-м тысячелетии до н. э. на территории Нижнего Поволжья и Северного Кавказа. Термин введён в 2025 году публикацией исследовательской группы генетиков под руководством Дэвида Райха и Иосифа Лазаридиса (Гарвардская медицинская школа). Открытие кавказского-нижневолжского и нижневолжского градиентов, как полагают авторы, решает одну из главных интеллектуальных загадок европейской культуры XVIII—XX веков — проблему прародины индоевропейцев.
Градиентом (англ. cline) в популяционной генетике называется результат смешения гетерогенных популяций. «Чистые» представители каждой популяции образуют крайние точки градиента, индивиды смешанного происхождения располагаются на графе между этими крайним точками в зависимости от доли в их родословной исходных генетических компонентов.

## Нижневолжский градиент
Крайняя нижневолжская точка кавказско-нижневолжского градиента также представляет собой «градиент». Нижневолжский градиент (Lower Volga Cline) — зона смешения популяций восточных охотников-собирателей, кавказских охотников-собирателей и центральноазиатских неолитических групп, родственных жителям неолитической стоянки Туткаул в Таджикистане (Tutkaul-1) в районах Нижней Волги и Северного Кавказа в VI—V тыс. до н. э.
Приблизительно до 6000 года до н. э. нижнее Поволжье и районы Северного Кавказа были заселены генетически однородной популяцией восточных охотников-собирателей (EHG). Об этом свидетельствуют результаты расшифровки геномов мужчины из Лебяжинка в Самарской области (5500 год до н. э.) и жителя высокогорий Кавказа из пещеры Сатанай на границе Адыгеи и Краснодарского края (6200 год до н. э). Все эти образцы генетически моделируются как типичные восточные охотники-собиратели, сходные друг с другом и с мезолитическими охотниками Карелии. Кавказский хребет был труднопреодолимым барьером между популяциями кавказских охотников-собирателей (CHG) и восточных охотников-собирателей (EHG), населявших степи Поволжья, Прикаспия и районы Северного Кавказа.
Между 6000 и 5000 годами до н. э. на территорию Северного Кавказа и Нижнего Поволжья проникает новое население, генетически сходное с мезолитическими охотниками Закавказья (кавказские охотники-собиратели, CHG). Примерно в тот же период на эту территорию проникает генетический компонент, родственный неолитическим жителям Средней Азии (стоянка Туткаул в Таджикистане).
К 5000 году до н. э. восточные охотники-собиратели, кавказские охотник-собиратели и среднеазиатские (сибирские) неолитические племена смешались в низовьях Волги, образовав генетически гомогенное население т. н. «бережновского» типа. Эта популяция распространилось на большой территории, в частности, индивиды, погребенные в ранних курганных могильниках Прогресс-2 и Вонючка-1 V тыс. до н. э. на территории Ставропольского края, практически не имеют отличий от людей бережновской группы в Волгоградской области. Население бережновского типа моделируется как содержащее 47 % CHG, 37 % EHG и 16 % TTK (среднеазиатского неолита).
Последующее распространение «нижневолжской родословной» вверх по Волге лучше всего моделируются как результат смешения бережновской популяции с восточными охотниками-собирателями типа Лебяжинка. Таким образом, на одной стороне нижневолжского градиента — не «чистые» CHG, а мобильные скотоводы бережновского типа, а на другой — «чистые» восточные охотники-собиратели типа Лебяжинка или Сатанай. При этом у некоторых групп (например, населения хвалынской культуры) отмечается дополнительно повышенный уровень генетического вклада среднеазиатского неолита, что, вероятно, говорит о нескольких эпизодах миграции населения из Средней Азии.
После 5000 года до н. э. первые признаки нижневолжского генетического компонента проявляются у индивидов с энеолитического кладбища Екатериновский Мыс (около 5000-4600 годов до н. э.) самарской культуры (Самарская область). Примерно 17 % их генома получено от скотоводов бережновского типа, 83 % — от восточных охотников-собирателей. Впоследствии влияние бережновского (нижневолжского) генетического компонента увеличивается. У индивидов с могильника Съезжее самарской культуры (4800-4500 до н. э.) — 24 % бережновских генов. У индивидов из памятника хвалынской культуры Хлопков Бугор середины V тыс. — 68 % этого генетического компонента. У образцов Хвалынского могильника хвалынской культуры 2-й половины V тыс. до н. э. — от 75 до 35 % нижневолжской родословной.

## Распространение скотоводства в степной зоне
Все археологические культуры, в которых отмечено присутствие нижневолжской родословной, несомненно практиковали производящее (преимущественно, скотоводческое) хозяйство. Распространение скотоводства в степной зоне в V—III тыс. до н. э. осуществлялось группами с существенным генетическим вкладом нижневолжской родословной. Весьма вероятно, что именно нижневолжская популяция дала первоначальный импульс к распространению скотоводства в этой части Евразии, а ее взрывной рост связан с передовой моделью хозяйства. Однако пока подобный вывод сталкивается с серьезными трудностями. Самые ранние подтвержденные находки домашнего скота в Поволжье и Прикаспии — зуб домашней овцы на энеолитическом кладбище Екатериновский Мыс в Самарской области, около 4900 года до н. э. и кость овцы на стоянке Орошаемое в Саратовской области, 4700-4800 годы до н. э. Никаких данных о существовании в этих районах скотоводства до 5000 года до н. э., когда должна была формироваться нижневолжская родословная, пока не найдено. С другой стороны, в западной части степной зоны, в Приазовье, обнаружены признаки производящего хозяйства (кость домашнего теленка), датированные гораздо более ранним периодом, около 5500 года до н. э. Возможно, ранние следы скотоводства в Поволжье и Прикаспии пока просто не обнаружены — ведь неизвестно, где точно формировалась «нижневолжская группа». На 2025 год возможны различные сценарии распространения производящего хозяйства в степной зоне:
1) Проникновение в степь через Кавказ генетически сходного с CHG населения, уже знакомого с навыками скотоводства;
2) Проникновение в степь через Кавказ населения, генетически сходного с CHG, на стадии присваивающего хозяйства. Получение этим населением домашних животных и навыков скотоводства через контакты с европейскими земледельцами (кроме овец, которые определенно получены степными скотоводами не от европейских земледельцев  —  см. ниже) . Согласно одной из гипотез, распространение кавказской (CHG) родословной связано с мезолитической сероглазовской культурой, появившейся в Прикаспии около 6200 года до н. э.
3) Проникновение в степь через Кавказ населения, генетически сходного с CHG, на стадии присваивающего хозяйства. Получение этим населением домашних животных и навыков скотоводства через контакты с кавказскими земледельцами.
4) Наконец, нельзя исключать проникновения в степь генетически сходных с CHG групп, уже знакомых с навыками скотоводства, по восточному побережью Каспийского моря. Их генетические контакты с среднеазиатскими неолитическими племенами могли бы объяснить азиатскую примесь у населения нижневолжского градиента. Именно такой точки зрения придерживались на происхождение хвалынской культуры многие российские и советские исследователи.
Важную роль в решении проблемы могло бы сыграть определение происхождения используемых нижневолжскими скотоводами овец и коз. Проведенные еще в 70-е-80-е гг. прошлого века остеологические исследования мелкого рогатого скота энеолитических культур Поволжья показали, что овцы, используемые местными скотоводами, значительно крупнее, чем домашние животные европейских земледельцев, и больше похожи на овец неолита южной Туркмении. Последние открытия генетиков подтвердили, что домашние овцы энеолитических скотоводов Поволжья получены не от европейских земледельцев, а из «неизвестного восточного источника» (Кавказ, Средняя Азия или Иран). Согласно полученным данным, ок. 6000 г. до н. э. домашние овцы с территории современных Грузии, Азербайджана и Киргизии генетически были очень близки друг к другу, образуя единый «восточный кластер», в отличие от домашних овец с территории Малой Азии или Европы. Овцы поволжских скотоводов генетически относятся именно к этому восточному кластеру, а более точно определить источник их происхождения (Кавказ или Средняя Азия) пока невозможно. В ходе миграций скотоводов ямной культуры эта восточная популяция домашней овцы распространяется по территории Европы, смешиваясь с существовавшей ранее европейской неолитической популяцией. 

## Появление кавказских земледельцев
После 5000 года до н. э. в Прикаспии и Предкавказье появляется новое население, связанное с кавказским неолитическим земледельцами. Земледельцы, очевидно, пришедшие с территории Шулавери-шомутепинской культуры, генетически представляли собой смесь кавказских охотников-собирателей (CHG, ок. 41%) и земледельцев Верхней Месопотамии (Чайоню, ок. 59%). На Северном Кавказе эти земледельческие племена создали культуру Дарквети-Мешоко (накольчатой жемчужной керамики). Уже образец Нальчик-2 из энеолитического Нальчикского могильника (около 4800 года до н. э.) демонстрирует смешение кавказского земледельческого кластера со скотоводами нижневолжского типа. Затем кавказская неолитическая родословная широко распространяется в степи. Курганные захоронения Прогресс-1 и Вонючка-2 содержат 10 % кавказской земледельческой родословной, Шарахалсун (Ставропольский край) — 15 %, могильники Ремонтное 1 и 2 (Ростовская область) — 37 % и 51 %. Наконец, находящееся ближе к кавказскому краю «градиента» население майкопской культуры моделируется как получившее 80 % генетики кавказских земледельцев, 20 % родословной приходится на нижневолжскую популяцию.

## Первые миграции
Нижневолжская популяция претендует на роль «недостающего звена», населения, способного объединить общим происхождением все родственные культуры степной зоны, включая ямную, и некоторые культуры Ближнего Востока. Эта генетически однородная группа населения V тыс. до н. э. была объединена общим типом хозяйства — пастушеским скотоводством, почти наверняка связана общим языком, культурой и ритуалами, этническим самосознанием и кровным родством. В частности, с нижневолжской группой связан ранее не практиковавшийся в этих районах ритуал погребения в положении на спине с подогнутыми коленями, впоследствии распространенный у ямников, погребальные жертвоприношения домашних животных. Примеры родственных отношений (на основе анализа ДНК) между членами нижневолжской популяции довольно красноречивы. Например, женщина, похороненная в захоронении № 7 на кладбище Хлопков Бугор на берегу Волги (ее отличает невероятно массивная «квадратная» нижняя челюсть) приходилась бабушкой по отцовской линии представителю хвалынской элиты из захоронения № 4 могильника Хвалынск-II, на расстоянии более 120 км.
Распространение нижневолжской родословной связано с миграциями этой группы населения. Уникальное сочетание разных генетических компонентов в нижневолжском населении (EHG+CHG+TTK+ в некоторых случаях, компонент кавказских неолитических земледельцев) практически исключает возможность, что эти компоненты могли быть получены какой-либо другой популяцией по отдельности.
Первая крупная миграция нижневолжской группы за территорию «нижневолжского градиента» — переселение нижневолжских скотоводов с кавказской неолитической примесью на территорию Причерноморья, приведшее к созданию среднестоговской культуры. Модель среднестоговской популяции невозможно построить, если предположить, что в Причерноморье переселились «чистые» кавказские охотники-собиратели, либо даже по отдельности «чистые» кавказцы вместе с «чистыми» среднеазиатскими племенами. Только переселение мигрантов кавказско-волжского градиента (все той же бережновской группы с примесью кавказских неолитических земледельцев) в сочетании с генетическим вкладом причерноморских неолитических охотников-собирателей (днепро-донецкой культуры) позволяет построить генетическую модель среднестоговского населения. В результате миграции в Причерноморье формируется собственный «градиент» — днепровский. Крайние точки этого градиента — племена неолитических причерноморских охотников-собирателей днепро-донецкой культуры и племена, генетически неотличимые от нижневолжских скотоводов южной группы (с кавказской неолитической примесью). Близко к кавказско-нижневолжской точке днепровского градиента находятся ямники.
Еще одна крупная миграция народа нижневолжской группы произошла во второй половине V тыс. на территорию Балканского полуострова и Центральной Европы. Торговые связи населения хвалынской культуры с народами Балкано-Карпатской металлургической провинции были известны давно. Современные генетические исследования показывают, что экономический обмен сопровождался переселением целых групп населения. Так, индивид из захоронения суворово-новоданиловской культуры конца 5-го тысячелетия до н. э. на территории Венгрии (Csongrád), известный в популярной литературе как «всадник», из-за характерной деформации тазовых костей, генетически не отличим от населения хвалынской культуры, он принадлежит к первому поколению мигрантов из Нижнего Поволжья. Индивид из относимого к культуре Чернавода энеолитического могильника Картал на нижнем Дунае моделируется как получивший 54 % генетического вклада от населения бережновской группы, 46 % — от земледельцев трипольской культуры (второе поколение мигрантов). Индивиды усатовской культуры из могильника Маяки моделируются как получившие 45-48 % генетического вклада кавказско-нижневолжского населения группы Прогресс-Вонючка (Ставропольский край) и 55-52 % европейских неолитических земледельцев трипольской культуры.
Наконец, удалось обнаружить следы ранее неизвестной миграции нижневолжского населения в V тыс. до н. э. (около 4400 года до н. э.) в южном направлении — через Кавказ на Ближний Восток. В частности, энеолитические образцы из пещеры Areni-1 (Армения) моделируются как содержащие 25 % нижневолжской родословной. Если исходная точка миграции располагалась в южной части кавказско-нижневолжского градиента (типа Ремонтное), то доля родословной этих мигрантов будет еще выше — 50 %. В памятниках бронзового века Kalehöyük / Ovaören на территории Турции доля кавказско-нижневолжской родословной — 10 % (или 20 % в случае исходного населения типа Ремонтное). Факт миграции дополнительно подтверждается присутствием в восточной Анатолии и Закавказье типичной для нижневолжской популяции Y-хромосомной гаплогруппы R1b-V1636 в образце 3361-3105 гг. до н. э. из Арслантепе и в могильнике куро-араксской культуры Калаван на территории Армении (2619-2465) г. до н. э.).

## Индоевропейская прародина
К середине 2020-х годов сложившийся в науке консенсус в основном подтвердил происхождение всех неанатолийских индоевропейских языков от родственных популяций ямной культуры и культуры шнуровой керамики 4-го тысячелетия до н. э. Однако отсутствие «ямной» родословной у жителей Малой Азии раннего бронзового века, вместе с невозможностью вывести индоевропейские анатолийские языки из ямной культуры по лингвистическим, хронологическим и археологическим соображениям, делало проблему индоевропейской прародины нерешенной. Нижневолжская группа — лучший кандидат на роль «прото-индо-хеттской» популяции, объединяющей носителей ямной культуры и гипотетических предков анатолийской группы. Население ямной культуры получило более 56 % родословной от нижневолжской бережновской популяции. Если рассматривать в качестве исходной группы население кавказско-нижневолжского градиента типа Ремонтное, то доля этой родословной у ямников возрастает до 80 %. Обнаруженная миграция нижневолжского населения через Кавказ в Малую Азию (прото-Майкоп — Арени — Каман-Калехёюк / Ovaören) — хороший кандидат на распространение анатолийской языковой группы. Необходимо отметить, что среди археологов и лингвистов более распространена точка зрения, что анатолийские языки — результат переселения в Малую Азию потомков культуры Чернавода через Балканский полуостров, но связующим элементом и в этом случае будет нижневолжская популяция. По лингвистическим причинам маловероятно, что индоевропейские языки распространялись среди населения кавказско-нижневолжского градиента кавказскими земледельцами. В недавних исследованиях лингвистов отмечается крайне бедная земледельческая терминология у ранних индоевропейцев (индо-хеттов). Это вряд ли могло бы произойти, если бы индоевропейский язык был заимствован у кавказских земледельцев — народа с развитой земледельческой культурой. Кроме того, генетический компонент кавказских земледельцев присутствует далеко не у всех групп кавказско-нижневолжского градиента. Его нет ни у представителей хвалынской культуры, ни у большинства исследованных генетиками индивидов культуры Чернавода. Таким образом, наиболее вероятная локализация индоевропейской прародины — нижневолжская часть кавказско-нижневолжского градиента, популяция скотоводов Нижнего Поволжья и Прикаспия начала V тыс. до н. э.